# 中国共产党领导集体
中国共产党领导集体涵蓋中国共产党中央委员会领导集体、中国共产党地方组织领导集体（中国共产党省、地、县级委员会）和中国共产党基层组织领导集体（如街道党工委、村党支部）。

## 理论基础
民主集中制是中国共产党的根本组织原则。《中国共产党章程》规定“党员个人服从党的组织，少数服从多数，下级组织服从上级组织，全党各个组织和全体党员服从党的全国代表大会和中央委员会；党的各级领导机关，除它们派出的代表机关和在非党组织中的党组外，都由选举产生；党的最高领导机关，是党的全国代表大会和它所产生的中央委员会；党的上级组织要经常听取下级组织和党员群众的意见，及时解决他们提出的问题；党的各级委员会实行集体领导和个人分工负责相结合的制度；党禁止任何形式的个人崇拜。 ”

1982年颁布的《中华人民共和国宪法》（八二宪法），规定了国家机构的基本组织原则是民主集中制：
|  | 中华人民共和国的国家机构实行民主集中制的原则。 全国人民代表大会和地方各级人民代表大会都由民主选举产生，对人民负责，受人民监督。 国家行政机关、审判机关、检察机关都由人民代表大会产生，对它负责，受它监督。 中央和地方的国家机构职权的划分，遵循在中央的统一领导下，充分发挥地方的主动性、积极性的原则。 |

中国共产党认为，民主集中制既体现了党内广泛的民主性和代表性，又体现了党内高度的集中性，是党内民主与党内集中的有机统一。

## 中央领导集体
中国共产党中央领导集体的成员如今包括中国共产党全国代表大会选举产生的中央委员会和中央纪律检查委员会的主要领导人；一般包括中央政治局委员、中央书记处书记、中央纪委书记等人员。在中国共产党及其领导的中华人民共和国政府、中国人民解放军，一般论资排辈地晋升，因此中央领导层通常会出现比较明显的世代更替。官方中共黨史論述中將過去的領導人物按照“代”劃分，发表于1989年5月底“六四事件”前夕。當時爲了確認候任總書記江澤民的“核心”和接班人地位，鄧小平將毛泽东追認為“第一代”核心，自封為“第二代”核心，也順便利用創建新的“核心”概念來弱化江泽民以前失事的領導人（例如華國鋒、胡耀邦和趙紫陽）作爲党首的領袖地位，轉而將他們歸為邓小平之下的“集體”成員，也便於解釋他們失事的合法性。从2002年中共十六大至2016年的十四年间，中共最高领导人均没有采用“核心”的称号。2016年10月27日，中共十八届六中全会公报認定习近平为其時中共中央的核心。

### 第一代：毛泽东
後世的中國共產黨認定1935年1月的遵义会议确认毛泽东在黨内实际上最高领导人地位，也有觀點認爲1943年毛澤東成爲中央政治局主席兼中央書記處主席之時才確立黨首地位。從毛澤東掌權起到去世为止，中共中央領導集體以毛泽东为核心。毛泽东在世时期，对其最高领袖身份的表述并不称作“核心”，而有例如「伟大的导师、伟大的领袖、伟大的统帅、伟大的舵手」的称呼，也因此作为其副手的林彪曾被称为「副统帅」。而将毛泽东称作「中国共产党第一代领导集体核心」的，则是1980年代以来逐步取得中共最高领导权的邓小平，這種説法忽視了連任前五届黨首之位的陈独秀等早期領導人。周恩来、刘少奇、朱德、任弼时（逝世后由陈云增补；合称中共中央书记处“五大书记”）、邓小平、董必武和党外的宋庆龄以及林彪集團和四人帮集团、高崗、饒漱石等人形成鄧小平所稱的第一代領導集體（因为林彪集團和四人帮集團都是在“文化大革命”中上升至政治顶峰的，随着他们的倒台和华国锋結束“文革”，其领导地位在官方歷史上被除名，而高崗、饒漱石因「高饒反黨集團」也被除名）。而後來的八大元老和十大元帥亦是第一代重要領導人。第一代领导人的主要成就被指為领导了其提出的“新民主主义革命”的成功，在国共内战中擊退主政中國大陸的中華民國政府，1949年10月1日建立了中华人民共和国，并在中国大陆建立了中共的社会主义制度。第一代领导人有一些明显的共通点，如大都是军政合一的领导人，小部分有留学背景（法国、苏联等），小地主家庭出身投身革命，浓厚的理想主義色彩等。其政治思想被歸結爲毛泽东思想。
中国官方说法認爲，第一代中央領導集體之後的最高領導人华国锋，僅處於與第二代領導集體中間的2年過渡期。

### 第二代：邓小平
第二代领导人统治时间被官方認定為1978年12月的中共十一届三中全会到1989年6月的中共十三届四中全会期间，是以邓小平为核心，胡耀邦、叶剑英、赵紫阳、李先念、陈云、彭真、万里、鄧穎超、杨尚昆、王震、乌兰夫、薄一波、宋任窮、习仲勋、聂荣臻、徐向前等人组成。第二代领导人包括了一些拥有实际决策权力的八大元老，他们的年龄比第一代小十年到二十年左右，大多也参与过共产主义革命，在“文化大革命”中遭到迫害和打倒，“文革”之后东山再起，重入政權中心。第二代领导人大多是第一代成員和主要領導人，有部分經鄧小平提拔上北京，主要由元老組成，党齡超過50年，是建党早期入党，多用实用主义，他们大力实施的改革开放政策使中国大陸发生全方位的变革，重新融入世界，经济取得长足发展。自稱其政治思想是有中国特色的社会主义理论，后来被统称为邓小平理论。

### 第三代：江泽民
第三代领导人统治时间被官方認定為1989年6月的中共十三届四中全会到2002年11月的中共十六届一中全会期间，是以江泽民为核心，胡锦涛、李鹏、万里、乔石、朱镕基、李瑞环、姚依林、宋平、刘华清、尉健行、李岚清、荣毅仁等人组成。1989年5月31日，鄧小平要廢黜趙紫陽、改換領導層，組成新領導集體時稱：「希望大家能夠很好地以江澤民同志為核心，很好地團結。只要這個領導集體是團結的，堅持改革開放的，即使是平平穩穩地發展幾十年，中國也會發生根本的變化。關鍵在領導核心。」这些领导者大多出生在中共革命时期，青年时在苏联受过高等教育。从第三代开始，领导人逐渐“文官化”，大多非军人出身。相比起前两代，他们比较韬光养晦，主要保持了中国经济的平稳发展。其主要政治思想是“三个代表”重要思想。

### 第四代：胡锦涛
从2002年11月的中共十六届一中全会到2012年11月的中共十八届一中全会期间，以胡锦涛为总书记，吴邦国、温家宝、贾庆林、曾庆红、黄菊、吴官正、李长春、罗干、习近平、李克强、贺国强、周永康等人组成。第四代领导人被称为“共和国一代”，大多与中華人民共和國同时期出生，大多是工程师出身。由于在“文革”期间已经成长，因而较少有留学背景。第四代上台初期，曾被外界看好，称“胡温新政”。在其执政期内，中国经济发展速度迅猛，非典、汶川大地震等事件在國内被指得到较好处置，北京奥运会、上海世博会等重大国际活动成功举办，综合国力进步显著，在胡锦涛领导下，中国成为世界第二大经济体。其政治思想是科学发展观。

### 第五代：习近平
從2012年11月的中共十八届一中全会至今，以习近平为首的领导集体被称为第五代领导集体，包括李克强、李强、张德江、栗战书、赵乐际、俞正声、汪洋、王沪宁、刘云山、蔡奇、王岐山、丁薛祥、张高丽、韩正、李希等人。习近平接任中共中央总书记、国家主席、中央军委主席，李克强接任国务院总理，部分媒体在初期称之为“习李体制”。中共十八大期間以反贪污腐败为工作重点之一。2016年10月中共十八届六中全会上，确立习近平的领导核心地位。其政治思想是习近平新时代中国特色社会主义思想。
习近平出任中共中央总书记以后，设立中央国家安全委员会、中央全面深化改革领导小组、中央军民融合发展委员会等多个党内机关，这些机构的领导人都由总书记担任，总书记的权力变得更加广泛和集中。2017年中共十九大之后，中共中央政治局全体委员和常委都要向总书记述职，总书记更直接领导全国人大常委会、国务院、全国政协、最高人民法院、最高人民检察院的党组机关。2018年3月，中共中央提议第十三届全国人民代表大会修改宪法废除国家主席的连续任职不得超过两届的限制。由于《中国共产党章程》本来就没有限制中共中央总书记和中央军委主席两大职务的连选连任次数，此次修宪被普遍认为是习近平谋求连任三届以上的举动。
2022年10月中共二十大之后，习近平获得了毛泽东之后中共中央总书记第三任期的首次全面连任，并将中共中央政治局全部换成自己的亲信，彻底打破了改革开放以来的集体领导制度，被舆论认为是中华人民共和国历史上的重大转折点。2023年3月10日，習近平在十四屆全國人大一次會議上以全票第三次當選為国家主席，是中華人民共和國歷史上第一位任期超過十年的國家主席，任期超越包括毛澤東在內的歷任國家主席。外界认为领导人终身制已经复辟，习近平很有可能终身执政。

## 地方和基层组织领导集体
- 中国共产党各省级行政区委员会常务委员会